# Voivodia de Witebsk
A voivodia de Witebsk (polonês: Województwo witebskie) foi uma unidade de divisão administrativa e governo local no Grão-Ducado da Lituânia (a partir de  1569, na República das Duas Nações) desde o século XV até as partições da Polônia em 1795.
Sede de governo da voivodia (wojewoda)
- Witebsk

Voivodas
- Samuel Sanguszko (1629-1638)
- Paweł Jan Sapieha (1646-)

Divisão administrativa
A voivodia de Witebsk consistiu, a partir da Paz de Andrussov em 1667, de duas divisões administrativas menores, os condados (powiat): Witebsk e Orsza. O primeiro foi perdido para o Império Russo em 1772 e apenas uma pequena parte do segundo ainda continuou pertencendo à República das Duas Nações até 1793.

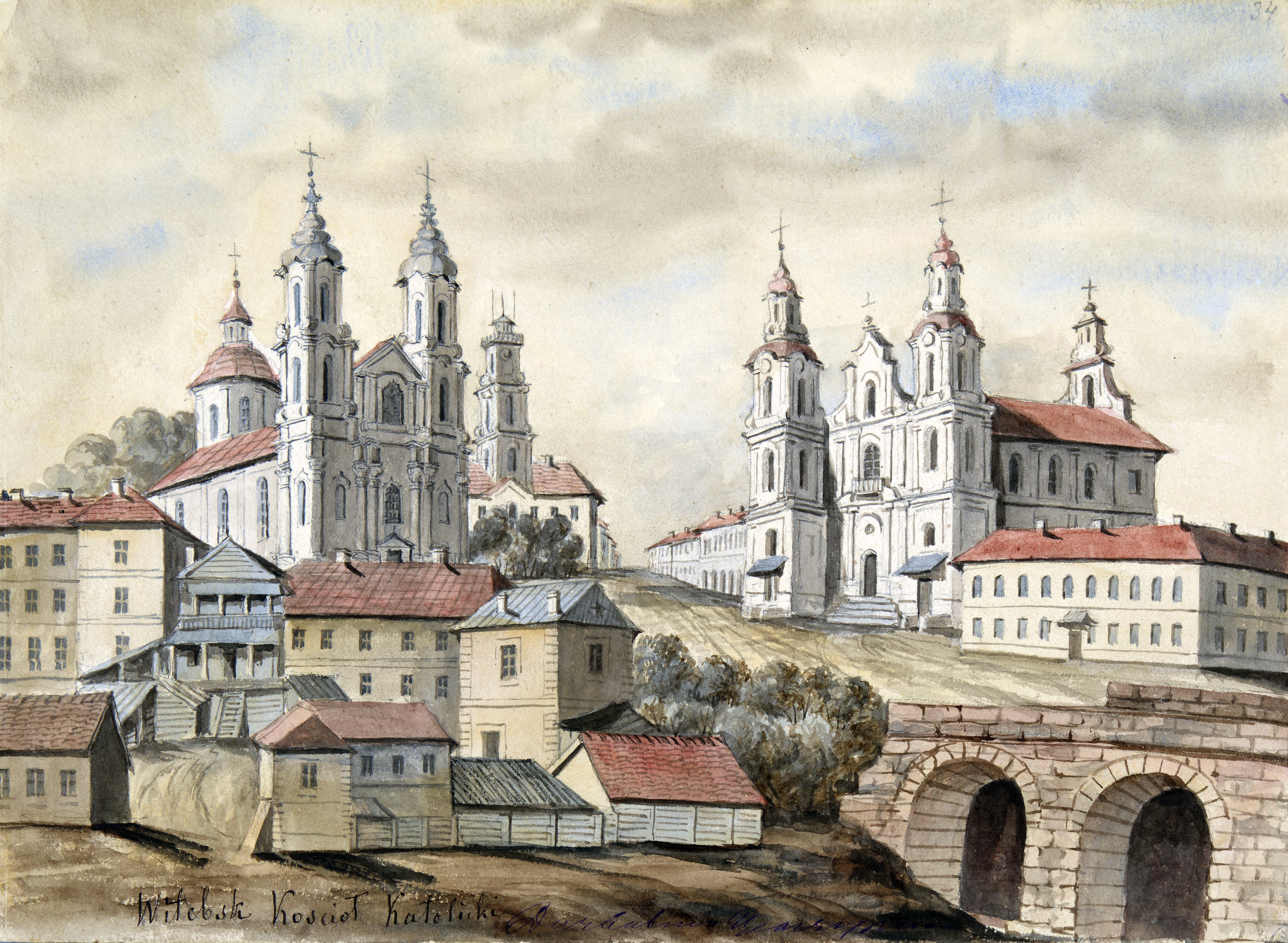
Witebsk no século XIX, por Napoleon Orda.